# Đệ quy hỗ tương
Trong toán học và khoa học máy tính, đệ quy hỗ tương (tiếng Anh: mutual recursion) là một dạng đệ quy trong đó hai đối tượng toán hoc hoặc tính toán, như hàm hay kiểu dữ liệu, được định nghĩa theo nghĩa của nhau. Đệ quy hỗ tương rất phổ biến trong lập trình hàm và trong một số lĩnh vực vấn đề, như recursive descent parser, trong đó các kiểu dữ liệu được đệ quy lẫn nhau một cách tự nhiên.